# Li Jinyu (łyżwiarka)
Li Jinyu (chiń. 李靳宇; ur. 30 stycznia 2001 w Harbinie) – chińska łyżwiarka szybka specjalizująca się w short tracku, srebrna medalistka igrzysk olimpijskich, trzykrotna medalistka mistrzostw świata.
W 2018 roku wystąpiła na igrzyskach olimpijskich w Pjongczangu. Zdobyła srebrny medal olimpijski w biegu na 1500 m, przegrywając z Choi Min-jeong. Wystąpiła jeszcze w dwóch konkurencjach – zajęła dziewiąte miejsce w biegu na 1000 m i siódme w sztafecie (wraz z nią w chińskiej sztafecie zaprezentowały się Fan Kexin, Han Yutong, Qu Chunyu i Zhou Yang).
W 2018 roku zdobyła trzy medale mistrzostw świata (jeden srebrny i dwa brązowe), a w latach 2016–2019 sześć medali mistrzostw świata juniorów (trzy złote, dwa srebrne i jeden brązowy).